# Amanda Sidwall

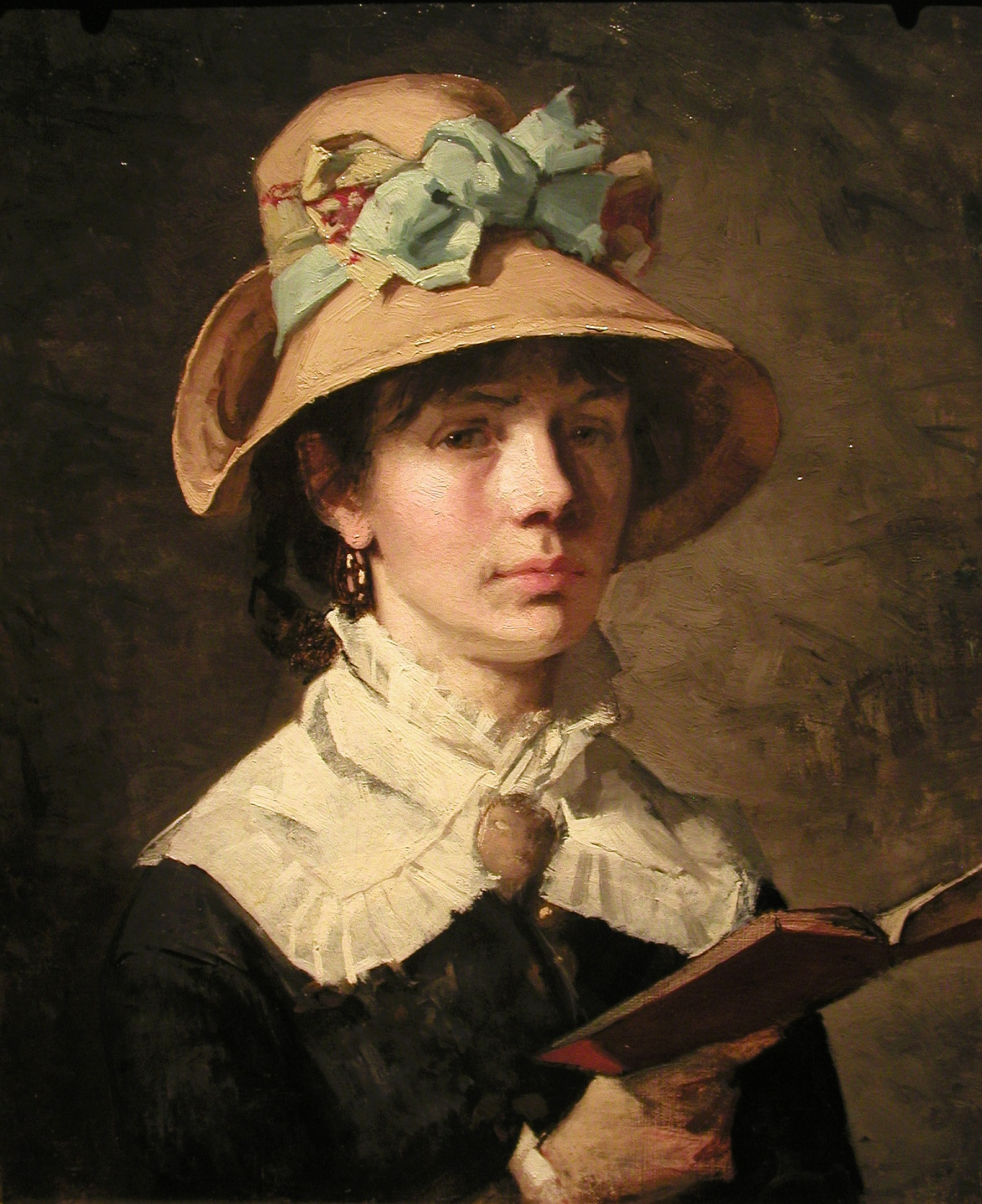
Amanda Sidvall: Selbstporträt, 1870–1871

Amanda Carolina Vilhelmina Sidwall, auch Sidvall (geboren am 25. Juli 1844 in Stockholm; gestorben am 11. Januar 1892 in Stockholm), war eine schwedische Malerin und Grafikerin.

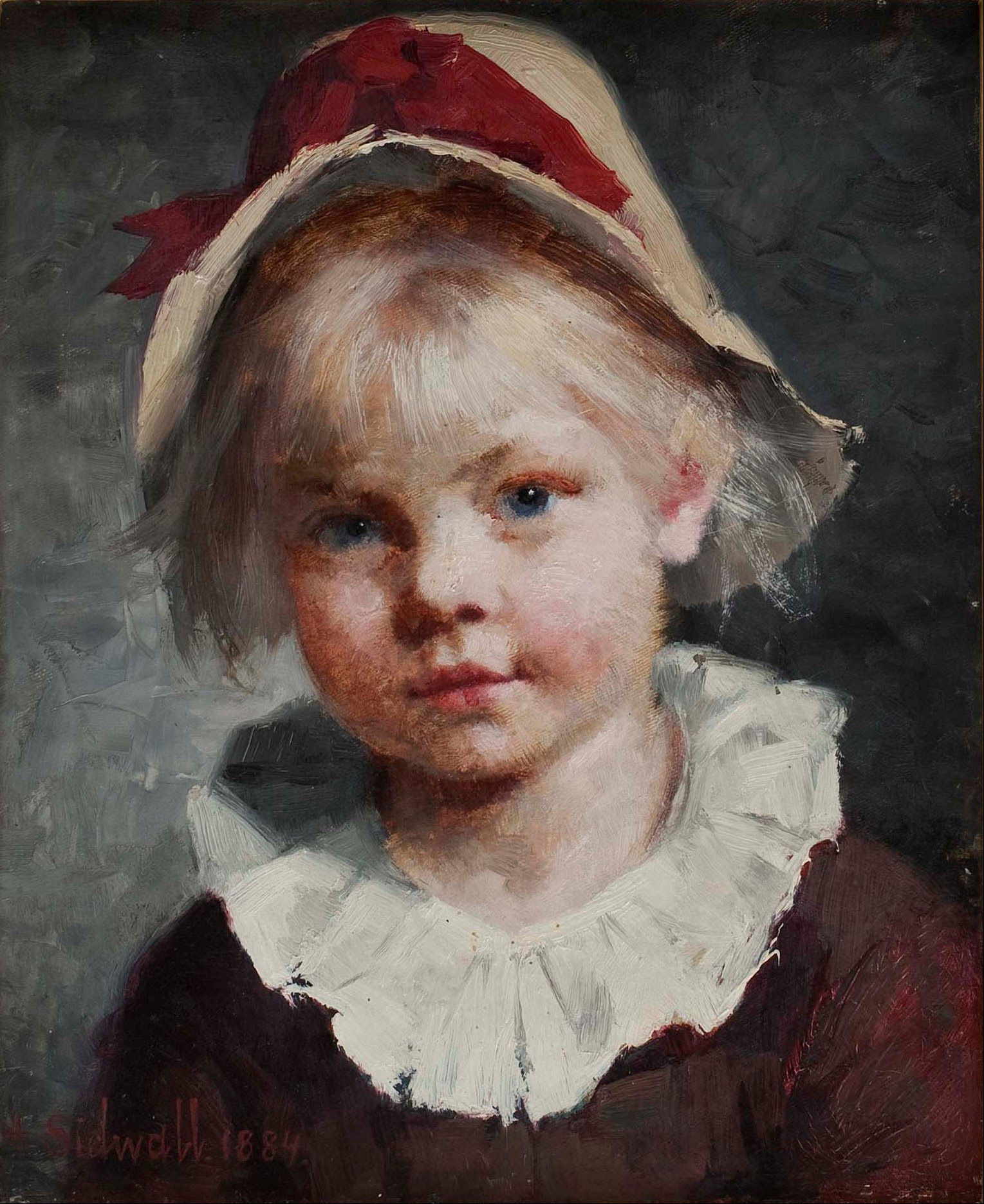
Hjärtetjuven, 1884

## Leben
Amanda Sidwall war die Tochter des Unternehmers Sven Lorentz Sidwall und seiner Frau Fredrika Christina. Zusammen mit ihrer Schwester Mathilda erhielt sie nach der schulischen Ausbildung von 1860 bis 1865 Zeichenunterricht an der Kunsthochschule Slöjdskolan (heute Konstfack) in Stockholm. Als die Kungliga Konsthögskolan 1864 eine Klasse für Frauen einführte, gehörte Sidwall zusammen mit Mimmi Zetterström, Christine Sundberg, Anna Nordgren, Sophie Södergren und Anna Nordlander zu den ersten 18 Studentinnen. Zu ihren Lehrern gehörten Johan Christoffer Boklund, Carl Gustaf Qvarnström und Johan Fredrik Höckert. Bevor sie 1871 ihr Studium abschloss, besuchte das letzte Studienjahr parallel nochmals eine Klasse an der Slöjdskolan.
1874 ging sie zusammen mit Sophie Södergren und Anna Nordgren nach Paris, um ihre Ausbildung fortzusetzen. Sidwall teilte sich mit Södergren ein Atelier und besuchte gemeinsam mit Nordgren die Académie Julian, wo sie Unterricht bei Tony Robert-Fleury erhielten. Den Sommer 1875 verbrachte Sidwall in Villerville an der Küste der Normandie. Im Folgejahr war sie zu Besuch in Stockholm. In Paris bezog sie 1879 ein eigenes Atelier. Sie besuchte weiterhin gelegentlich die Académie Julian, wo sie auch als Assistenzlehrerin arbeitete. Zudem unterrichtete sie privat die Malerin Mina Carlson-Bredberg.
In Paris entwickelte sich Sidwalls Malweise von einem an der Akademie orientierte Stil hin zu einer sehr viel freieren Malerei. Dabei nutzte sie eine farbintensive Palette und arbeitete mit breiten Pinselstrichen. Zu ihren bekannten Gemälden gehört das 1877 entstandene Genrebild Lecture intéressante (Högläsning), in dem sie ein kleines Mädchen zeigt, das einem älteren Mann vorliest. 1880 stellte sie erstmals im Salon de Paris aus. Dort zeigte sie 1882 das Gemälde La première lecon (Den första läxan) und im Folgejahr La fete de la grande mère (Mormors högtidsdag). Für ihre Arbeiten erhielt sie gute Kritiken. Als etablierte Künstlerin konnte sie ihre Werke sowohl in Frankreich, als auch an schwedische Kunden verkaufen.
Im Sommer 1883 kehrte Sidwall nach Stockholm zurück. Zunächst hatte sie geplant, halbjährlich in Schweden und Frankreich zu leben, indes blieb ihr Lebensmittelpunkt in Stockholm. Hier empfing sie ihre Schüler zunächst im Elternhaus, dann in den Räumen der Malerin Emma Ekwall, bevor sie schließlich ein eigenes Atelier anmieten konnte. In Schweden malte Sidwall vor allem Genrebilder und Porträts. Hierbei standen oftmals Familienangehörige Modell, beispielsweise im Porträt der Eltern Porträtt av föräldrarna von 1890. Daneben malte sie einige Selbstporträts und Motive im impressionistischen Stil, wie das Kinderbildnis Hjärtetjuven von 1884.
Amanda Sidwall blieb unverheiratet. Sie und ihre Mutter erkrankten im Winter 1891–1892 an Influenza, an der beide starben. Sie wurden gemeinsam auf dem Norra begravningsplatsen in Stockholm begraben. Werke von Amanda Sidwall befinden sich unter anderem im Nationalmuseum in Stockholm, im Länsmuseet Gävleborg in Gävle, im Malmö konstmuseum und im Eskilstuna konstmuseum.